# Kreiskrankenhaus Waldbröl
Das Kreiskrankenhaus Waldbröl hat 305 vollstationäre Betten und 15 tagesklinische Plätze. Am Standort Waldbröl werden acht Fachabteilungen betrieben.
Das Kreiskrankenhaus Waldbröl gehört zum Unternehmensverbund Klinikum Oberberg GmbH. Dazu zählen neben dem Kreiskrankenhaus in Waldbröl auch das Kreiskrankenhaus Gummersbach und die Fachklinik für Psychiatrie in Marienheide sowie die Tochterunternehmen Gesellschaft für Krankenhausdienstleistung mbH (GKD) und die Gesellschaft für Rehabilitation, Prävention und Pflege mbH (RPP). Ferner wird in Bergisch Gladbach die Psychosomatische Klinik Bergisch Land GmbH, eine Fachklinik für Abhängigkeitserkrankungen, betrieben.
Das Haus wurde 1969 erbaut und ist akademisches Lehrkrankenhaus der Universität Bonn. Am Standort Waldbröl arbeiten etwa 800 Mitarbeiter.

## Geschichte
1894 regten der Waldbröler Pfarrer Wilhelm Hollenberg und der Arzt Carl Venn die Gründung einer Heil- und Pflegeanstalt an. Nach vierjähriger Bauzeit wurde das Haus 1898 eröffnet. Das Haus musste 1920 geschlossen werden. Es folgten schwierige Jahre mit wechselnden Besitzverhältnissen. 1937 wurde die Heil- und Pflegeanstalt von der Deutschen Arbeitsfront übernommen, die das Gebäude zu einem riesigen Kraft-durch-Freude-Hotel (KdF-Hotel) umbauen wollte. Die Abriss- und Bauarbeiten begannen im Frühjahr 1939 und wurden Ende 1941 eingestellt. Im Zweiten Weltkrieg richtete man notdürftig ein Lazarett ein. Nach dem Krieg übernahm der Oberbergische Kreis die Anteile und führte das Haus als Kreiskrankenhaus Waldbröl weiter. 1969 wurde ein Neubau bezogen. Am 1. Mai 2006 wurden die Küche, Cafeteria, Wäscherei und andere sonstige krankenhausspezifische Leistungen in eine KDW GmbH (Klinik Dienste Waldbröl GmbH), eine 100%ige Tochtergesellschaft der Kreis-Krankenhaus Waldbröl GmbH, ausgegliedert. Statt zu den erhofften Einsparungen führten die Ausgliederung in externe Unternehmen und Tochtergesellschaften und die damit verbundenen Restrukturierungsmaßnahmen zunächst jedoch zu erheblichen Mehrkosten. Ausgliederungen des Labors und der hauseigenen physikalischen Therapie wurden 2007 umgesetzt. Die Patienten wurden physiotherapeutisch durch einen externen Anbieter versorgt. Im November 2007 geriet das Kreiskrankenhaus in die Schlagzeilen, als die beiden Geschäftsführer der Kreiskrankenhaus Waldbröl GmbH Klaus Bellingen und Michael Kirch vom Verwaltungsrat suspendiert wurden. Dieser Schritt stand offenbar in Zusammenhang mit dem Vorwurf, die beiden hätten Lebensversicherungen zu ihren Gunsten abgeschlossen und sich damit auf Kosten des Kreiskrankenhauses bereichert.
2008 wurden die Kreiskrankenhäuser Gummersbach und Waldbröl, das Zentrum für Seelische Gesundheit – Klinik Marienheide und die Psychosomatische Klinik in Bergisch Gladbach in der Klinikum Oberberg GmbH wirtschaftlich zusammengefasst.

## Fachabteilungen
Im Kreiskrankenhaus Waldbröl bestehen die Fachabteilungen Kardiologie, Gastroenterologie, Onkologie, Allgemeinchirurgie, Gefäßchirurgie, Unfallchirurgie und Orthopädie, Anästhesie/Intensivmedizin, Notfallmedizin und Schmerztherapie sowie Radiologie.
Außerdem besteht seit 2017 eine Klinik für Allgemeinpsychiatrie, Psychotherapie und Psychosomatik, welche von der Bezirksregierung Köln auch die Sektorversorgung (Akutversorgung inkl. Aufnahmen nach PsychKG) für die Städte Waldbröl, Wiehl, Nümbrecht, Reichshof und Morsbach übertragen bekommen hat. Neben einer geschlossenen Station für Akutfälle gibt es eine offene allgemeinpsychiatrische Station sowie eine psychotherapeutisch ausgerichtete Station. Bereits seit 2012 existiert eine Tagesklinik mit 15 Plätzen sowie eine Psychiatrische Institutsambulanz (PIA).
Am Standort betreibt die Tochtergesellschaft RPP 24 Plätze zur kardiologischen ambulanten Rehabilitation (KARO), eine der ersten Einrichtungen der ambulanten Rehabilitation deutschlandweit. Außerdem gibt es eine an die Hämatoonkologie angeschlossene Palliativstation, welche 2007 im Rahmen eines Neubaus von drei auf sechs Betten erweitert wurde.